# Alexandru Lupeanu Melin
Alexandru Lupeanu (n. 16 iulie 1887, Fărău, Alba – d. 1937, Cluj) a fost un scriitor român, publicist, profesor, director al Despărțământului Astra Blaj.

## Biografie și studii
S-a născut într-o familie de meseriași. Tatăl său, Ioan Lupeanu, a fost fierar. Părăsește satul natal pentru a urma școala primară în satul Ciuci, unde bunicul său din partea mamei, Ioan Olariu, era preot greco-catolic. Crescut în casa unui preot, a avut mai mult acces la informație, intrând în contact cu ziare precum Unirea, Telegraful român, Luceafărul. În anul 1898  termină primele 5 clase primare, în satul Ciuci. Urmează prima clasă gimnazială la Blaj, la Liceul de Băieți, în anul școlar 1898-1900, după care pleacă la Sibiu. Fiind bolnav întrerupe studiile după care se întoarce la Blaj tot în clasa I la același liceu unde își ia Bacalaureatul în anul 1907. În timpul liceului a început să fie interesat de a participa la cât mai multe activități culturale și se implică în asociațiile studențești care erau foarte populare în acea vreme. Astfel, a ajuns să frecventeze ședințele societății de lectură a elevilor, acolo unde i-a fost insuflat și mai mult gustul pentru lectură. Acum a început să își canalizeze talentul și în direcția scrisului, astfel, de la 1 martie 1905 până la sfârșitul aceluiași an școlar, el a fost redactorul revistei manuscrise Prefanca, unde se ascundea sub pseudonimul de Humorel și Satirel. Este admis la Seminarul din Blaj în anul 1907, fiind trimis în același an la Oradea, unde trebuia să studieze limba latină. Din cauza scrierilor sale a intrat în dizgrația autorităților. În anul 1908 s-a întors la Blaj, unde și-a terminat studiile teologice. A fost ales președintele Societății de lectură a studenților teologi Inocențiu Micu-Klein. A îndeplinit această funcție în urma adunării Societății din 25 octombrie 1910. În calitate de președinte a colaborat cu alți câțiva colegi pentru a traduce Vatra familiei a lui F. Xaver Wetzel. De asemenea, el a fost cel care a propus realizarea unui album care să îi aducă un omagiu preaiubitului profesor Augustin Bunea, el fiind principalul coordonator al acestui proiect ce a văzut lumina tiparului chiar sub denumirea de Albumul Bunea. Ca student teolog în perioada 1909-1910 face două călătorii în Vechiul Regat ajungând să participe la cursurile Universității de vară de la Vălenii de Munte sub conducerea lui Nicolae Iorga. Participând la Blaj la serbările Astrei în anul 1911 i-a cunoscut personal pe George Coșbuc, Ștefan Octavian Iosif și Ion Luca Caragiale. Conform Protocolului Ordinaților în Arhidieceza Greco-Catolică de Alba Iulia 1869-1948, primește tunsura la 7 aprilie 1910 prin punerea mâinilor mitropolitului Victor Mihaly de Apșa urmând ca în 1911 să fie propus de către Alexandru Nicolescu să primească parohia Tulgheș după cum mărturisea însuși Alexandru Lupeanu în 1911, "era să fiu trimis preot în comuna Tulgeș".
Parcursul scolastic a lui Alexandru Lupeanu se definitivează în două mari centre universitare: Budapesta și Cluj. În intervalul 1911-1914, ajunge să studieze la Facultatea de Filosofie din Budapesta (între anii 1911-1912,  semestrul I,  1912-1913 semestrul II, 1913-1914), specializarea istorie și pedagogie unde a fost ales președinte al Societății „Petru Maior”, și la Facultatea de Filosofie, Limbi și Istorie de la Universitatea Franz Joseph din Cluj, unde a beneficiat de o bursă Alexandru Șterca Șuluțiu (intervalul 1911-1912- semestrul II, 1912-1913, semestrul I-II). Ca președinte al Societății „Petru Maior” a reușit să atragă un număr tot mai mare de membri. Astfel, dacă în anul universitar 1905/ 1906 erau înscriși 105 membri, după preluarea acestei funcții s-a consemnat un număr de 153 de membri ordinari. El este cel care a propus înființarea secției mediciniștilor în cadrul Societății, dar și reorganizarea mișcării sportive a acesteia. Acum, în cadrul întrunirilor Societății, se dezbăteau probleme de limbă și literatură, filosofie, economie, drept, medicină și tehnică. De asemenea, tot la propunerea lui s-a organizat un ciclu de conferințe în domeniul istoriei, care să cuprindă evocarea unor evenimente din trecutul național al românilor. Tot ideea sa de apropiere a studenților români și colonia română din Budapesta a fost organizarea unor baluri, serate și concerte care l-au făcut foarte apreciat în presa vremii.

## Viața și activitatea
În anii 1912-1913, Alexandru împreună cu Valentin Drăganu redactează  gazeta pentru țărani „Solia Satelor”. Apărut la 1 ianuarie 1912, ziarul a susținut interesele românilor, păstrând o poziție fermă de apărare în ceea ce privea mișcarea națională din Transilvania.
În toamna anului 1916, la intervenția profesorului Ioan Rațiu, a fost numit profesor de Limba și Literatura română și Istorie la Liceul de Fete din Blaj, funcții pe care le-a deținut până în 1937. Ca profesor și director al Liceului de Fete între 1929-1937, Al. Lupeanu s-a impus prin hărnicie, seriozitate, autoritate și inițiativă, fiind înzestrat cu calități deosebite. A adus carierei de dascăl devotament sincer, știință și prestigiu. A fost o podoabă a lumii școlare și un pasionat cercetător al trecutului Blajului, pe care și-l dorea reînviat. A avut o deosebită iubire pentru Blaj după cum el însuși mărturisea: „am prețuit Blajul istoric, și l-am venerat cu ardoare”.
În 1918 a fost ales membru în Consiliul Național Român din Blaj, implicându-se și în Organizarea  Marii Adunării Naționale de la Alba Iulia. Alături de Alexandru Ciura a fost cronicar al acestui eveniment, consemnând cele întâmplate în ziarul „Alba Iulia.”
A fost directorul Bibliotecii Centrale din Blaj, între 1919-1927, întocmind un prim regulament al Bibliotecii Centrale Arhidiecezane. În cei peste 30 de ani de activitate publicistică a scris multe și variate articole, cărți de popularizare, a ținut conferințe în cadrul Astrei și a colaborat la mai toate revistele și ziarele ce apăreau în Transilvania. Și-a început activitatea ziaristică încă de pe băncile liceului. Trimite la revista literară Răvașul (1906) de la Cluj prima lui schiță: Jalea pădurarului și pentru a nu fi deconspirat își alege un nou nume: Melin care îl va păstra pentru tot restul vieții. Tot aici trimite în 1906 schița Îmblătitul. În decursul anilor a folosit următoarele pseudonime Melin, A. Melin, Al, Sandu Popii, Dascălul Sandu, A. Sandu, I. Târnavă, Sandu Logofăt, Ion Grăunte, Nic. Secășanu. A fost membru al Societății Scriitorilor Români din București (din 30 aprilie 1923 fiind cooptat cu ocazia vizitei la Blaj a scriitorilor Liviu Rebreanu, Ion Minulescu etc), membru și vicepreședinte al Sindicatului Presei Române din Ardeal și Banat, membru în Comitetul Central al Astrei, membru în Secțiunea literară a Astrei (membru pe viață din 3 ianuarie 1931), președinte al Despărțământului Astrei Blaj, (organizator al jubileului de 75 de ani al Astrei și al jubileului de 200 ani ai orașului Blaj), membru corespondent al Comisiunii Monumentelor Istorice (10 ianuarie 1923) etc. În cadrul Astrei, Alexandru Lupeanu a desfășurat ample activități de alfabetizare și culturalizare a maselor. În 1930 a fost ales director al Despărțământului, în urma Adunării Generale a Astrei de la Pănade, reconfirmat în funcție în cadrul Adunării Generale de la Spini din 30 iunie 1935. Prin intermediul acestei funcții, el a încercat să facă o mai amplă culturalizare a locuitorilor de la sate, fiind totodată preocupat și de folclor, tradiții și obiceiuri și artă populară. Această pasiune s-a concretizat în 1923 când împreună cu Traian German a pornit construirea unui Muzeu al Târnavelor la Blaj. În calitate de președinte al Despărțământului Blaj, el a fost principalul organizator al serbărilor jubiliare ale Astrei la 75 de ani de la înființare. Acestea au avut loc între 9 și 12 septembrie 1936 și „au fost considerate de conducerea centrală a Astrei ca un triumf al românilor și cel mai important eveniment organizat vreodată la Blaj”.
Evocator al trecutului românilor de pe plaiurile Târnavelor, distins cărturar și îndrumător al tineretului, o viață întreagă închinată luminării neamului său, prin vorbă, prin faptă și prin scris, Al. Lupeanu-Melin a lăsat pilda unei vieți puse în slujba școlii și culturii românești.
Împreună cu colegul și prietenul său, Iuliu Maior, a întemeiat în 1919 gazeta Unirea Poporului din Blaj, al cărui director a fost (1919-1937) fiind în același timp și membru în comitetul de redacție al revistei Cultura Creștină din Blaj. A descoperit și în 1927 a tipărit, parțial (162 de piese), manuscrisul de Cântări și strigături românești al lui Nicolae Pauletti, colecția de folclor românesc din 1838 - De pe Secaș - reeditat integral, în 1962, de folcloristul Ion Mușlea.
Pentru merite deosebite a fost decorat cu mai multe ordine și medalii: ofițer al ordinului Coroana României (18 aprilie 1930), cavaler al Ordinului Coroana României (6 iulie 1933), medalia „Răsplata Muncii pentru Învățământ” cl. I” (1931) și ofițer al ordinului Ferdinand I (8 iunie 1935).
După o boală lungă și chinuitoare, s-a stins la vârsta de 50 de ani la Cluj, joi 7 octombrie 1937. A fost înmormântat sâmbătă 9 octombrie în cimitirul orașului Blaj, unde i s-a ridicat în 1941 un monument din partea cititorilor gazetei Unirea.

## Varia
A mai avut un frate, Octavian Lupeanu, hirotonit preot la 3 octombrie 1912 de către episcopul Vasile Hossu. Octavian Lupeanu a activat ca preot la Săcărâmb și profesor la Aiud, fiind și directorul Liceului „Titu Maiorescu” în perioada interbelică. În perioada 1937-1938 a fost directorul Gimnaziului mixt din Ocna Mureș. A murit la mai puțin de un an de la moartea fratelui său Alexandru, fiind înmormântat la Ocna Mureș.

## Lucrări
- „De vorbă cu sătenii. Gânduri și îndemnuri”[10], Cluj, Editura Tipografică Carmen, Petru P. Barițiu, 1912. (16 x 12). 141 p.
- „Căzania Domnului Hristos. Scoasă pentru folosul creștinilor, din Sfânta Scriptură”[10], Cluj (Sibiu, Tipografia W. Krafft), 1916. (14 x 10). 32 p. (Bunavestire Izvor de cărți pentru popor)
- „Din răsboi. Versuri și cântece.”[10], Blaj - Balázsfalva (Tipografia Seminarului Teologic Greco-Catolic), 1918. (14,5 x 10). 48 p. (Cărțile răsboiului. întocmite de A. Melin)
- „Plugul Domnului ...-Cuvinte pentru zilele de acum.”[10], Blaj - Balázsfalva (Tipografia Seminarului Teologic Greco-Catolic), 1917. (14,5 x 10). 15 p. 16 fileri.
- „Sămânța viitorului. Îndemnuri pentru părinți.”[10], Blaj - Balázsfalva (Tipografia Seminarului Teologic Greco-Catolic), 1918. (15 x 10,5). 60 p. (Cărțile răsboiului. întocmite de A. Melin)
- „În pragul vremii : îndemnuri pentru săteni”[11], Blaj, 1920, Tipografia Seminarului Teologic greco-catolic, 131p.
- „Souvenir de Blaj”, (franceză) Blaj, 1921
- „Călăuza Blajului. Cu însemnări și lămuriri istorice”, Blaj, 1922
- „Cântecele Iancului, pe care le cânta poporul în părțile Ardealului (culegere de)”, Blaj, 1922
- „Povestea lui Arhirie scoasă din hârtii bătrâne”, Gherla, 1923
- „Blajul istoric în icoane.” Conferință ținută la Festivalul aranjat de foștii elevi ai Blajului la Teatrul Național din Cluj în 15 februarie 1924, Blaj, 1924[12]
- „Ce este de văzut în Blaj. Scurte notițe informative pentru excursioniști”[13], Tipografia Seminarului, Blaj, 1924, ed. a II-a, Blaj, 1919
- „La Piatra Libertății. Discurs festiv cu ocazia serbărilor 3/15 Maiu 1926”, Blaj, 1926
- „De pe Secaș. Cântece și strigături românești de cari cântă fetele și fecioarii și strigă la joc”, culese de Nicolae Pauletti din Roșia, în anul 1838. Date la tipar de Alexandru Lupeanu, Blaj, 1927 (o altă ediție critică de I. Mușlea, Editura Academiei Române, București, 1962)
- „Povestiri glumețe, Niță Zdrenghea în București, în America și aiurea”, Sibiu, 1927, Biblioteca Poporală a Asociațiunii nr. 149
- „Craii de la Răsărit sau Cântecele Irozilor la nașterea Domnului”, Blaj, 1928
- „Xilografii de la Blaj (1750-1800)”, 1929
- „Blajul”, București, 1930, Cunoștințe Folositoare din Lumea întreagă, Seria C, No. 39
- „Blajul și Biblioteca lui”, 1932, (din Unirea, Blaj, an. XLII, nr. 46, 1932)
- „În amintirea profesorului dr. Ioan Rațiu”, 1869-1917, [editat de], Blaj, 1917
- „Însemnări din Italia, Cu ocazia pelerinajului național românesc din 15 Mai-3 iunie 1925”, Blaj, 1935
- „Evocări din viața Blajului”, Blaj, 1937, (reeditată: Ediție, prefață și glosar de Ion Buzași, Editura Buna Vestire, Blaj)

Piese de teatru:
- „Cârlig vinde pe Suru”, piesă de teatru, Blaj, 1930, 23 p. Colecția «Teatru pentru săteni» Nr. 1
- „Fetița orfană”. Piesă de teatru pentru fetițele de școală. În două acte, piesă de teatru, ed. a II-a, Blaj, 1933, 46 p.
- „Leac pentru muieri”, piesă de teatru poporal în două acte, 1934

Colaborări: 
- Alex. Ciura, Toma Cocișiu - „Copii în răsboiu. Schițe”[10], Blaj, 1918, Colecția Cărțile răsboiului Nr. 3
- Horațiu C. Deacu - „Ziarul unui erou”, revăzut și aranjat pentru tipar de Al. Lupeanu-Melin, editat de David Deacu, Gherla, 1930

Conferințe:
- „Sufletul Blajului”, Conferență rostită în Blaj, la 1 martie 1931, sub egida Astrei culturale, Blaj, 1931

## Traduceri
- Wetzel, Franz Xaver, Vatra familiară. [Traducere de Alexandru Lupeanu-Melin], Blaj, 1909, (Societatea Inocențiu Micu Clain a teologilor din Blaj), ed. a II-a: Blaj, 1910 (Societatea Inocențiu Micu Clain a teologilor din Blaj);
- Selma Lagerlöf, Marama Sfintei Veronica, traducere de A. Lupean, Orăștie, 1914;
- Cartea Crailor sau Cântecele Irozilor la Nașterea Domnului (ediție îngrijită de A. Lupeanu-Melin), f.a.;
- Povestiri, piese de teatru, evocări, precum și încercările literare: Nana Paraschiva-comedie ambulantă; După vacanță; Începe școala.

## Studii și articole
Activitatea ziaristică și-a început-o în 1906 la revista Răvașul din Cluj, semnând cu pseudonimul A. Melin, apoi publică în Comoara satelor; Gazeta Transilvaniei (Brașov), Tribuna (Arad), Solia satelor (Cluj), Cosânzeana (Orăștie), Ramuri (Craiova), Foaia Scolastică, Cultura creștină, Unirea și Unirea Poporului Blaj  (aceasta din urmă a întemeiat-o împreună cu colegul și prietenul său, Iuliu Maior, în 1919), Luceafărul (Sibiu), Revista politică și literară (Blaj), Convorbiri literare (București), Societatea de mâine (Cluj), Boabe de grâu (Oradea), Cele Trei Crișuri (Oradea), Blajul (Blaj), Semănătorul, Patria (Cluj), Adevărul (București), Amicul tinerimii (București), Cuvântul, (București), Convorbiri literare, Cosânzeana, Dacia, (București), Drapelul (Lugoj), Foaia poporului român; Românul, (Arad); Ardealul (București), Poporul Român (Budapesta), Spre Lumină (Iași), Libertatea (Orăștie) etc.